# NGC 7464
NGC 7464 is een elliptisch sterrenstelsel in het sterrenbeeld Pegasus. Het hemelobject werd op 27 augustus 1864 ontdekt door de Duits-Deense astronoom Heinrich Louis d'Arrest.

## Synoniemen
- UGC 12315
- MCG 3-58-23
- ZWG 453.49
- ARAK 573
- KUG 2259+157B
- PGC 70292